# Glasögonorm
Glasögonorm er en sang af Eddie Meduza. Sangen kan findes på albummet Gasen I Botten fra 1981. Denne sang er en af hans mest berømte.
I Aftonbladet blev "Glasögonorm" kåret til Eddie Meduzas sjette bedste sang. I en uofficiel afstemning fra sommeren 2002 om Eddie Meduzas 100 bedste sange endte "Glasögonorm" på toogtyvede plads.

## Tekst
Sangen handler om, at hovedpersonen altid bliver ramt af de andre drenge i skolen, men han reagerer derefter sin vrede på en lille, slank dreng med briller.
I slutningen af sangen begynder hovedpersonen at træne, men efterhånden som hans muskler vokser, bliver synet værre, hvoraf han til sidst skal bære briller.

## Baggrund
Da Errol Norstedt gik i skole, bar han briller og blev mobbet på mange af de skoler, han gik på.